# 2. HNL 2007/08
Die 2. HNL 2007/08 war die 17. Spielzeit der zweiten kroatischen Fußballliga. Die Saison begann am 18. August 2007 und endete am 11. Mai 2008.

## Modus
Die 16 teilnehmenden Mannschaften traten an 30 Spieltagen jeweils zweimal gegeneinander an.

## Vereine
| Verein                  | Stadt          | Stadion                    | Kapazität |
| ----------------------- | -------------- | -------------------------- | --------- |
| NK Croatia Sesvete      | Zagreb         | Stadion ŠRC Sesvete        | 1.800     |
| NK Hrvatski dragovoljac | Zagreb         | Stadion NŠC Stjepan Spajić | 5.000     |
| NK Istra 1961           | Pula           | Stadion Veruda             | 2.500     |
| NK Solin                | Solin          | Pokraj Jadra               | 4.000     |
| NK Segesta Sisak        | Sisak          | Gradski Stadion            | 8.000     |
| NK Belišće              | Belišće        | Gradski Stadion            | 3.000     |
| NK Vukovar ’91          | Vukovar        | Gradski Stadion            | 8.000     |
| HNK Trogir              | Split          | Stadion Poljud             | 34.4480   |
| NK Imotski              | Imotski        | Stadion Gospin dolac       | 4.000     |
| NK Kamen Ingrad Velika  | Velika         | ŠRC Kamen Ingrad           | 10.0000   |
| NK Pomorac Kostrena     | Kostrena       | Žuknica                    | 3.000     |
| NK Vinogradar           | Jastrebarsko   | Mladina                    | 2.000     |
| NK Slavonac             | Stari Perkovci | Dobrevo                    | 1.000     |
| HNŠK Moslavina Kutina   | Kutina         | Gradski Stadion            | 8.000     |
| NK Mosor Žrnovnica      | Žrnovnica      | Stadion u Pricviću         | 3.000     |
| NK Marsonia             | Slavonski Brod | Gradski Stadion zu Savu    | 10.0000   |

## Abschlusstabelle
| Pl. | Verein                     | Sp. | S  | U  | N  | Tore    | Diff. | Punkte |
| --- | -------------------------- | --- | -- | -- | -- | ------- | ----- | ------ |
| 1.  | NK Croatia Sesvete         | 30  | 20 | 6  | 4  | 067:250 | +42   | 66     |
| 2.  | NK Hrvatski dragovoljac    | 30  | 19 | 7  | 4  | 060:280 | +32   | 64     |
| 3.  | NK Istra 1961 (A)          | 30  | 17 | 7  | 6  | 042:140 | +28   | 58     |
| 4.  | NK Pomorac Kostrena        | 30  | 14 | 7  | 9  | 042:280 | +14   | 49     |
| 5.  | NK Vinogradar (N)          | 30  | 12 | 8  | 10 | 042:430 | −1    | 44     |
| 6.  | NK Slavonac (N)            | 30  | 14 | 2  | 14 | 044:510 | −7    | 44     |
| 7.  | NK Segesta Sisak (N)       | 30  | 11 | 10 | 9  | 039:370 | +2    | 43     |
| 8.  | HNK Trogir (N)             | 30  | 12 | 6  | 12 | 040:370 | +3    | 42     |
| 9.  | HNŠK Moslavina Kutina      | 30  | 11 | 8  | 11 | 051:420 | +9    | 41     |
| 10. | NK Imotski                 | 30  | 11 | 7  | 12 | 049:530 | −4    | 40     |
| 11. | NK Mosor Žrnovnica         | 30  | 10 | 8  | 12 | 027:420 | −15   | 38     |
| 12. | NK Solin                   | 30  | 10 | 7  | 13 | 046:480 | −2    | 37     |
| 13. | NK Marsonia                | 30  | 8  | 7  | 15 | 034:580 | −24   | 31     |
| 14. | NK Kamen Ingrad Velika (A) | 30  | 7  | 7  | 16 | 026:490 | −23   | 28     |
| 15. | NK Vukovar ’91             | 30  | 6  | 6  | 18 | 029:530 | −24   | 24     |
| 16. | NK Belišće                 | 30  | 3  | 7  | 20 | 023:530 | −30   | 16     |

Platzierungskriterien: 1. Punkte – 2. Tordifferenz – 3. geschossene Tore

| (A) | Absteiger aus der 1. HNL 2006/07  |
| (N) | Aufsteiger aus der 3. HNL 2006/07 |

## Relegation
| Datum           |                | Gesamt |                         | Hinspiel | Rückspiel |
| --------------- | -------------- | ------ | ----------------------- | -------- | --------- |
| 17. und 21. Mai | Inter Zaprešić | 2:0    | NK Hrvatski dragovoljac | 2:0      | 0:0       |